# Mukits Simon
Mukits Simon (Szabadka, 1861. február 3. – Bácsalmás, 1924. december 26.) ügyvéd és országgyűlési képviselő. 

## Életpályája
Mukits Aurél és Mukits Teréz fiaként született. Jogi tanulmányai végeztével Pest vármegye szolgálatába lépett, de a Luppa Péter és Krausz Lajos-féle szentendrei képviselő-választás miatt, melyen a vármegye kiküldött jegyzőjeként működött, a választási visszaéléseket felfedezvén, állásáról lemondott és Szabadkára költözött, ahol ügyvédi irodát nyitott. Itt alapította meg a 48-as pártot, melynek elnöke volt. A városi ügyekben, mindig ellenzéki állásponton állva, élénk részt vett. Mamuszics polgármester ellen folytatott küzdelme országszerte ismertté vált. Több ízben fellépett képviselőjelöltnek, de csak az 1901. évi általános választások alkalmával aratott győzelmet, mégpedig a szabadelvű Vermes Béla felett. Az ellenálláskor az ellenzék élén küzdött és ez alkalommal tartotta híressé vált öt órás beszédét. A Kossuth-párt tagja volt, a közigazgatási bizottságban foglalt helyet. 1921-ben költözött Szabadkáról Bácsalmásra, ott hunyt el 1924 decemberében. Özvegye, Milodánovics Mária két évvel élte túl, 1927-ben hunyt el.
Cikkei és programmbeszédei a szabadkai helyi lapokban jelentek meg. Országgyűlési beszédei a Naplókban (1901-től) vannak.